# Käsekästchen

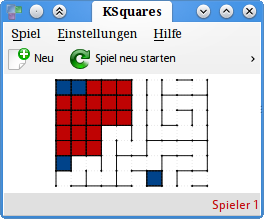
KDE-Version KSquares. Rot ist am Zug. Das Spiel ist in der Endphase, jeder Strich hinterlässt mindestens ein auf drei Seiten geschlossenes Kästchen, das Blau anschließend vollständig schließen und damit „erobern“ kann. Rechts unten wird es bei zwei Kästchen bleiben, rechts oben bei dreien, ansonsten deutlich mehr.

Käsekästchen (auch Käsekasten oder Kästchenziehen, englisch Dots and Boxes) ist ein Strategiespiel mit einfachen Regeln, das mit Papier und Stift gespielt wird. Es richtet sich an zwei, drei oder vier Spieler.

## Geschichte
Es geht auf das französische La Pipopipette (wahrscheinlich von franz.: „pipeau“ = „kleiner Trick, Schalmei“ und „piperie“ = „Falschspielerei“) zurück, das erstmals 1889 von dem Schullehrer und Mathematiker Édouard Lucas in dem Buch „La Pipopipette – Nouveau Jeu de Combinaisons“ beschrieben wurde. Im selben Jahr schrieb Lucas in der Zeitschrift „La Nature“ den Artikel „Nouveaux Jeux Scientifiques de Combinaison, Dedié aux Élèves de l’École Polytechnique“. Außerdem wurde sein Buch von den Herausgebern der „L’Arithmétique Amusante“, einer Sammlung mathematischer Aufsätze, 1895 noch einmal veröffentlicht.
In den 1970er Jahren war Käsekästchen eines der beliebtesten Pausenspiele an deutschen Schulen.
Das deutsche Käsekästchen unterscheidet sich geringfügig von La Pipopipette. Die französische Variante ist in den USA, aber auch in England und Japan, unter dem Namen „Dots & Boxes“ (dt.: „Punkte und Kästchen“) bekannt. Spieltheoretiker haben herausgefunden, dass diese Variante sogar NP-schwer ist. Seit 1994 gibt es Dots & Boxes-Turniere.
Der Name geht auf das französische la caisse (Kiste bzw. Kasten) zurück, womit Käsekästchen ein Pleonasmus ist.

## Spielregeln

### Vorbereitung
Als Spielmaterial benötigt man ein Blatt kariertes Papier und mindestens einen Schreibstift.
Man grenzt auf kariertem Papier mit dem Schreibstift ein rechteckiges Feld ab, für Anfänger etwa 8×12 Karos. Ziel des Spiels ist es, die meisten Karos im Feld zu erobern. Nach anderen Regeln muss das Feld nicht notwendigerweise rechteckig sein, es stellt eine besondere Herausforderung dar, ein „schönes“ Feld mit Ecken, Engstellen, aber auch längeren rechteckigen Flächen zu zeichnen, wobei lediglich vermieden werden sollte, ein einzelnes Karo bereits von drei Seiten zu umrahmen.

### Ziehen
Wer am Zuge ist, muss einen Strich ziehen, also die vorgedruckte Grenze zwischen zwei Karos im Feld verstärken.
Wer den letzten Strich um ein Karo (oder um zwei benachbarte Karos zugleich) zieht und dadurch ein Karo schließt, setzt sein Zeichen (Kreuz, Kreis, Häkchen, …) in dieses (bzw. in beide) hinein und ist sofort noch einmal am Zug. Dies ist verpflichtend: Der Spieler am Zug muss so lange ziehen, bis er einen Strich zeichnet, der kein Karo schließt, oder bis alle möglichen Striche gezogen sind. Es besteht jedoch kein Zwang, ein Karo zu schließen; man darf stattdessen auch anderswo ziehen.
Vor Beginn einigt man sich darauf, ob die Umrandungslinien des Spielfeldes als vorgegebene Striche zählen oder auch die Striche am Rand entlang erst gezogen werden müssen, um ein am Rand liegendes Kästchen zu schließen.

### Ende
Sind alle möglichen Striche gezogen, ist das Spiel beendet. Dann werden die Markierungen aller Spieler gezählt; gewonnen hat, wer die meisten Karos für sich gekennzeichnet hat.

## Varianten

### Dots and Boxes/La Pipopipette

Dots-&-Boxes-Partie auf kleinem Spielfeld

Bei dieser Variante besteht der Spielplan aus Punkten, die miteinander waagerecht oder senkrecht verbunden werden. Im Unterschied zu Käsekästchen ist auch der Rand bespielbar. Édouard Lucas empfahl ursprünglich ein Brett mit 6 × 6=36 vorstehenden Stiften (chevilles), die mit Brücken (barrettes) verbunden werden sollten.

### Doppelt hält besser
Eine weitere Variante, die „Doppelt hält besser“ heißt, wurde in den 1970er Jahren von dem Kulturwissenschaftler Ralf Gering erfunden. Hierbei wird immer ein gerader Strich gezogen, der genau zwei Kästchen lang ist. Am Ende können auch einzelne Kästchen neutral bleiben. Ansonsten wird nach den „deutschen“ Regeln gespielt.